# Galeria Twierdza Kłodzko
Galeria Twierdza Kłodzka – centrum handlowe Galeria (Twierdza I) wraz z parkiem handlowym (Twierdza II) zlokalizowane przy ulicy Noworudzkiej i ul. Marszałka Józefa Piłsudskiego w Kłodzku. Położone w północno-wschodniej części miasta na Leszczynach. Architektonicznie nawiązuje do najbardziej znanego zabytku miasta – Twierdzy Kłodzkiej.

## Inwestycje

### Rozbudowa
Budowa Galerii została zakończona w 2009 r. Uroczyście otwarta 4 kwietnia 2009. Wkrótce potem miała miejsce znaczna rozbudowa centrum handlowego. 26 czerwca 2010 r. otwarto kolejną jego część, czyli Park Handlowy Twierdza II, o powierzchni 8,5 tys. m² Następnie przystąpiono do budowy restauracji McDonald’s, otwartej w grudniu 2010. Galeria: Twierdza I oraz Park Handlowy: Twierdza II zostały ostatecznie ukończone w 2011 r.
W styczniu 2013 otwarta została restauracja drive – KFV. Na terenie centrum handlowego znajduje się market budowlany Leroy Merlin.

## Centrum Handlowe
Galeria Twierdza I (Kłodzko)
W skład wchodzą takie sklepy, jak hipermarket Carrefour, AnTravel – biuro podróży, Apart, Apteka Bliska, , Bacówka, CCC, Coccodrillo, Cropp, Diverse, Deichmann, Douglas, Empik, Esotiq,  Greenpoint, Home&You, House, Inmedio, Kantor, Lee&Wrangler, Piekarnia Machela, 4F, Medicine, Mohito,   salon Orange,  Pako Lorente, Kubenz, Giacomo Conti salon Play, salon Plus, salon TMobile, Rossmann,  Sinsay, RTV Euro AGD,  Wojas, Vision Express czy Yes.
Park Handlowy Twierdza II (Kłodzko)
W tym parku znajdują się Media Expert, Jysk, Carry, Martes Sport, Biedronka, kino sieci Multikino (do maja 2019 Cinema 3D), park rozrywki Yellow Park, KiK, Pepco, H&M i Reserved.

## Właściciele
Inwestorem oraz pierwszym właścicielem była spółka akcyjna Rank Progress z Legnicy, która w 2011 roku podpisała umowę przedwstępną ze spółką Zizia Sp. z o.o. – spółką połączoną z funduszami Blackstone Real Estate; w której spółka Zizia Sp. z o.o. do 31 maja zobligowała się kupić galerię oraz park handlowy za kwotę 39,6 mln euro Jak poinformowano w komunikacie 13 maja 2011, spółka Zizia przemianowana na Kłodzko Retail zawarła umowę kupna galerii oraz parku handlowego. Od kwietnia 2017 r. Galeria Twierdza ma nowego właściciela, fundusz nieruchomościowy spółkę Echo Polska Properties N.V.

## Centrum Handlowe w liczbach
Stan na 2011:
- przybliżony koszt budowy 85 mln zł
- 70 sklepów, w tym 3 restauracje oraz kawiarnia
- trójsalowe kino Multikino
- 120 miejsc parkingowych
- ponad 23 tysięcy m² powierzchni całkowitej[7]

## Galeria

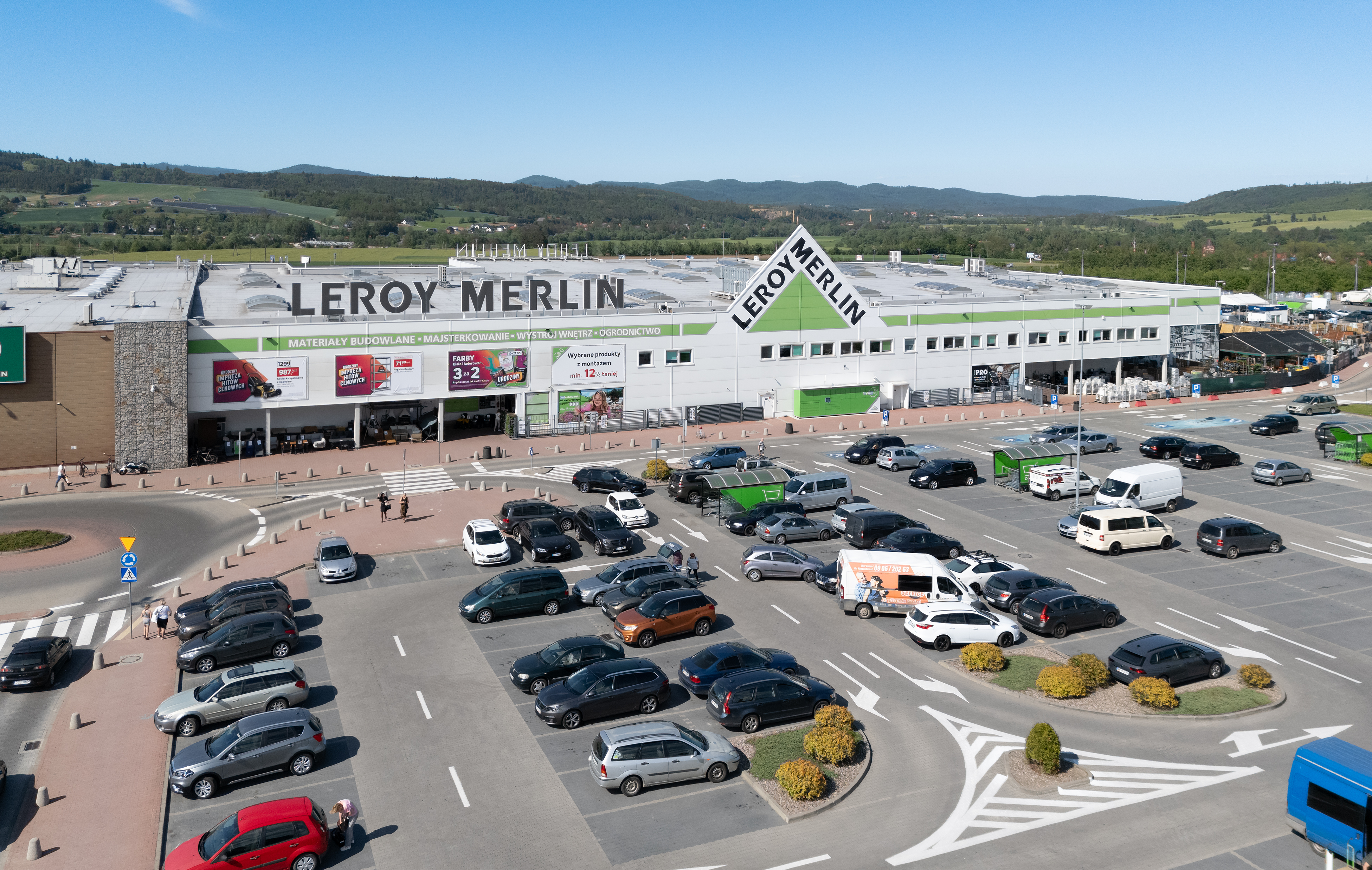
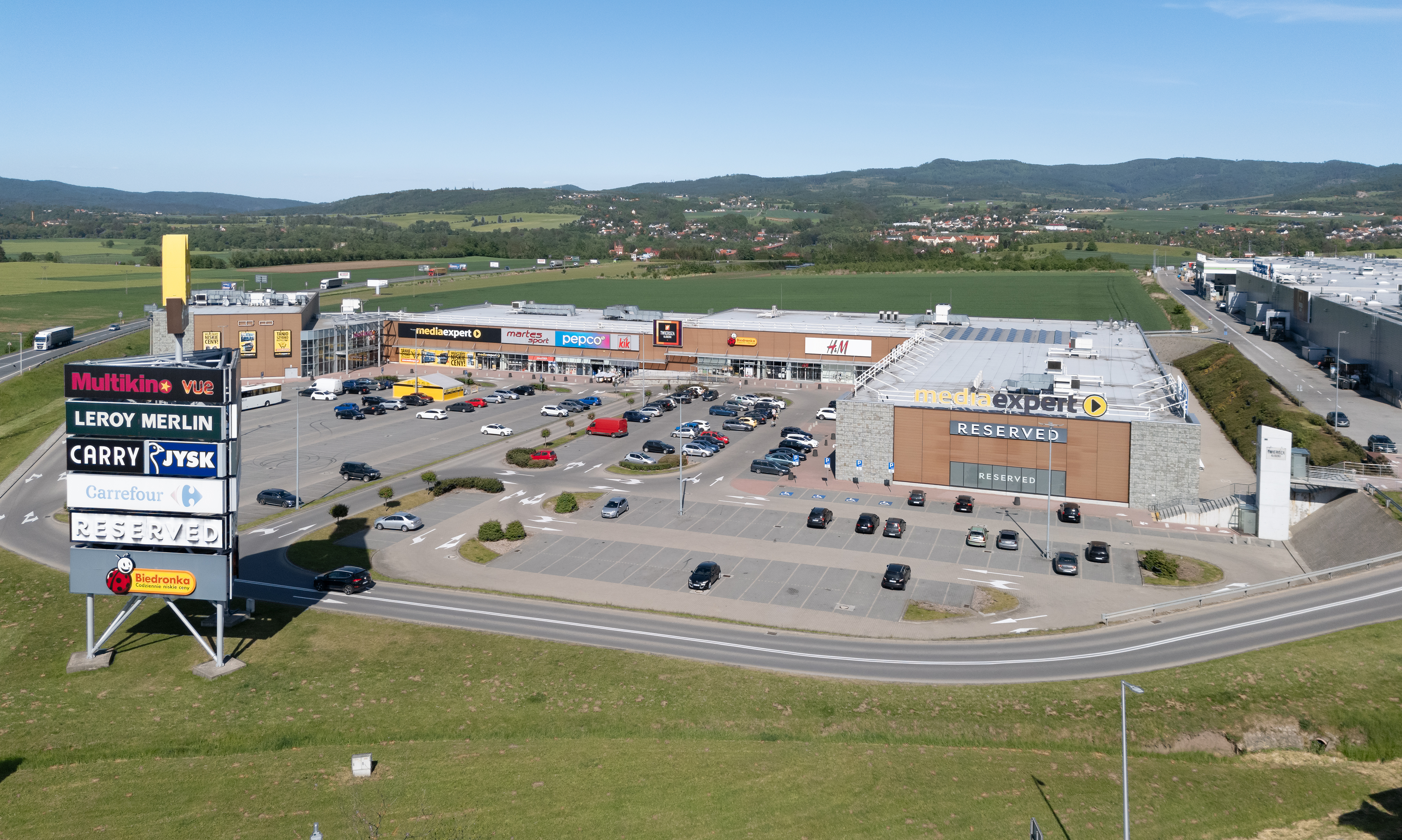
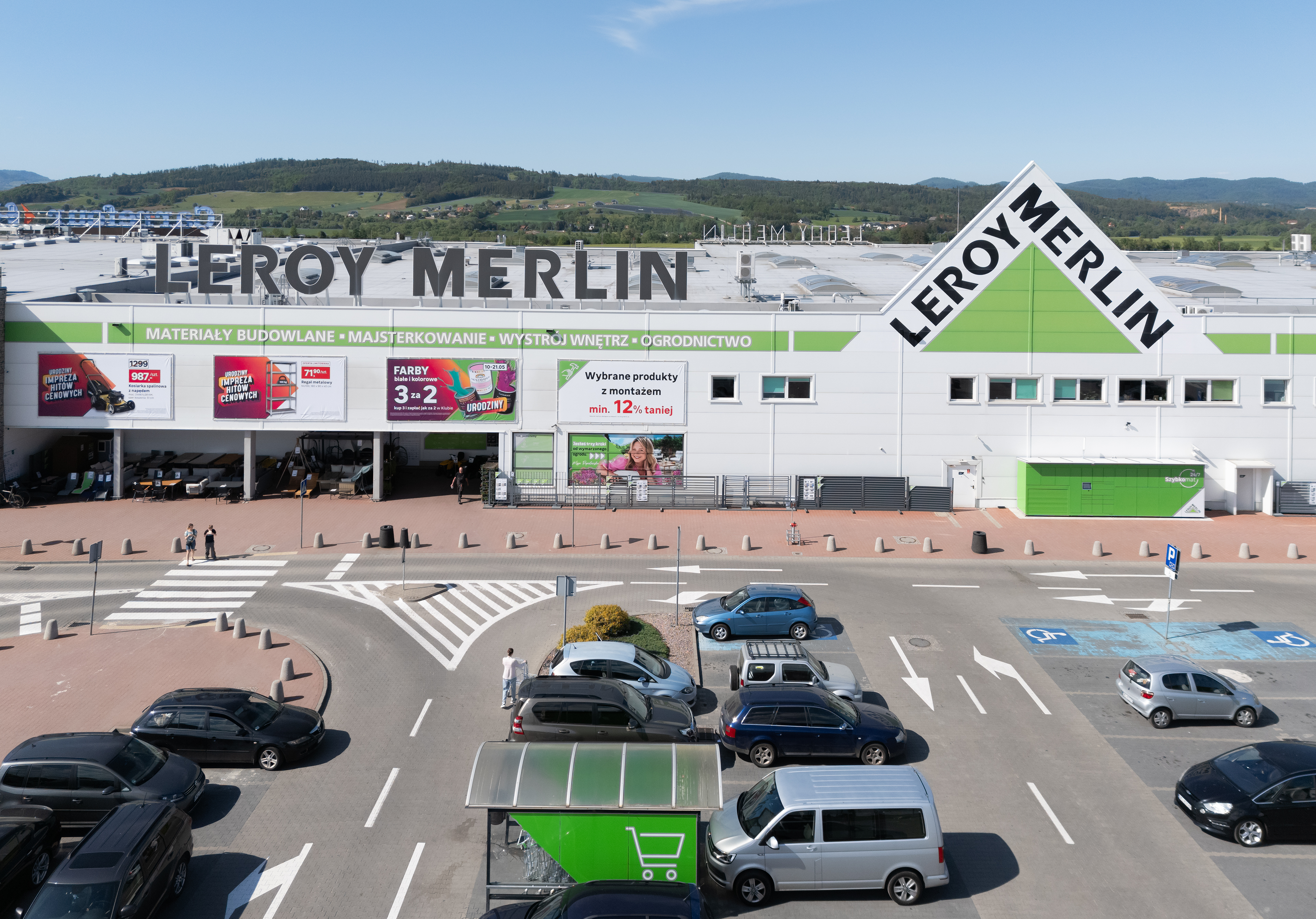
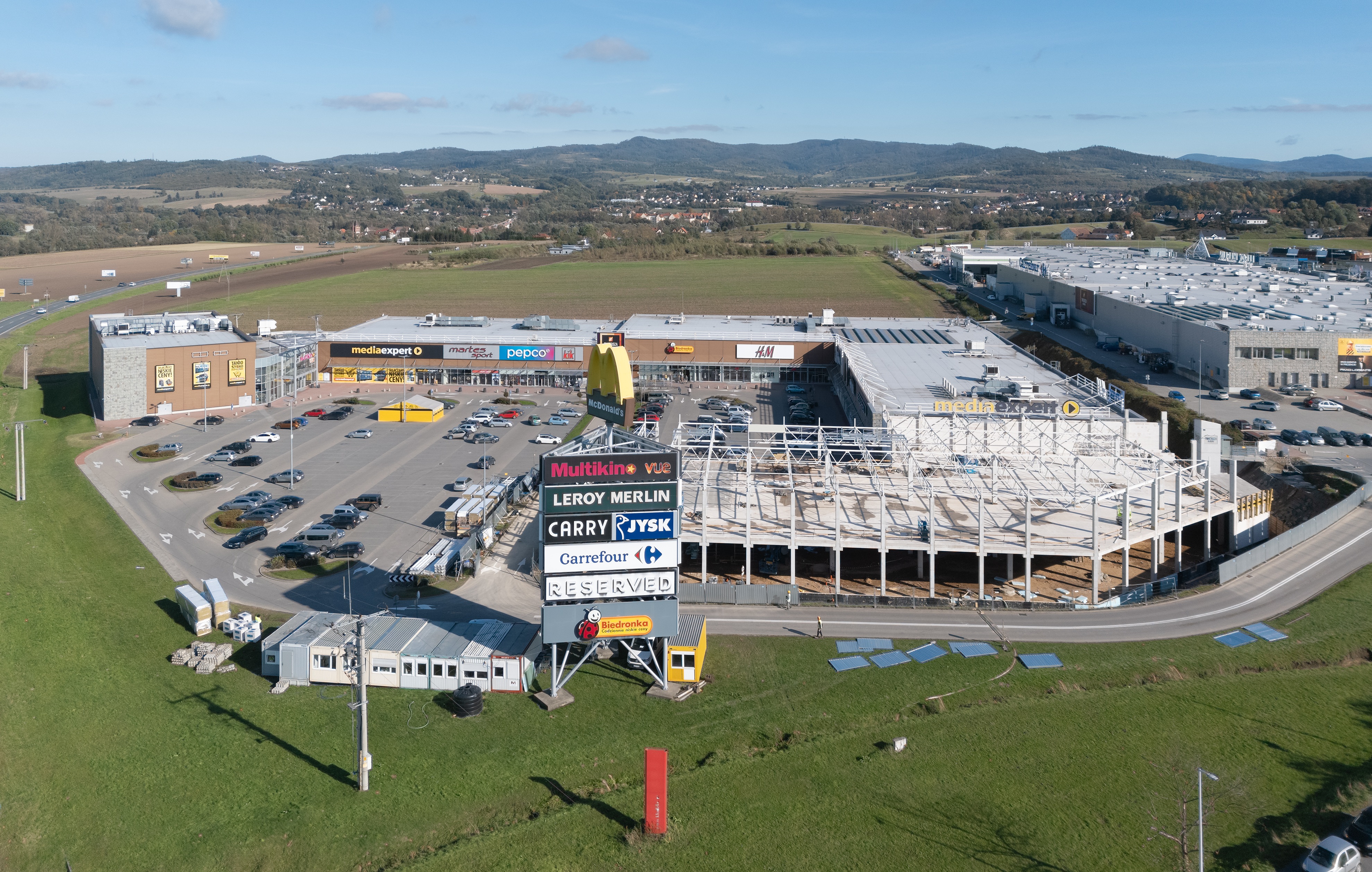